# 司馬碩
司马硕（3世纪—311年），西晋宗室，晋武帝之孙，长沙厉王司马乂之子。
司马乂为八王之乱之一王。晋惠帝太安二年（303年）被张方幽于金墉城害死。晋怀帝永嘉二年（308年）十二月初一辛未朔，司马硕复封长沙王（今湖南省长沙市）。司马硕官至散骑常侍。永嘉五年（311年）六月汉赵刘聪击破洛阳，司马硕殁于乱军之中。
| 前任： 父司馬乂 | 晋朝长沙王 308年－311年 | 繼任： 国除 |